# Masovna proizvodnja
Masovna proizvodnja ili serijska proizvodnja je proizvodnja velikih količina standardiziranih proizvoda. Serijska proizvodnja je oblik organizacije proizvodnje u kojem tehnološki procesi teku u dugim nizovima ili velikim serijama. Po svojim tehnološkim svojstvima ona počiva ponajprije na istovrsnosti, a ne na samom broju proizvoda koji čine ukupnu seriju. Uobičajeno je razlikovanje maloserijske, srednjoserijske i velikoserijske (masovne) proizvodnje. Veličina serije najčešće se određuje visinom stalnih (fiksnih) troškova proizvodnje zbog čega specijalizirana područja u međunarodnoj razmjeni teže ostvarenju proizvodnje velikih serija s niskim troškovima proizvodnje i visokom kvalitetom, koja im donosi konkurentnost u međunarodnoj razmjeni.
Koncepti masovne proizvodnje primjenjuje se kod različitih vrsta proizvoda kao primjerice kod tekućina (kao što su hrana, goriva, kemikalije) ili proizvoda koji se spajaju (kao što su primjerice kućanski aparati i automobila).
Masovna proizvodnja je općenito u suprotnosti s obrtničke proizvodnje koje je bila raširena od kraja 19. stoljeća.

## Vanjske poveznice
|  | Zajednički poslužitelj ima još gradiva o temi Masovna proizvodnja |